# Otto von Botenlauben
Conte Otto von Henneberg, dopo il 1206 noto principalmente come Otto von Botenlauben (Henneberg, probabilmente 1177 – Bad Kissingen nei pressi, prima del 1245), è stato un Minnesänger tedesco, crociato e fondatore di un monastero.

## Biografia
Otto von Botenlauben era il quarto figlio del conte Poppo VI di Henneberg e della sua consorte Sophie, nata dalla famiglia di Andechs. Nei documenti più antichi (1196 e 1197) si fa chiamare conte di Henneberg. Nell'anno 1206 si definisce conte di Botenlauben, dal Castello di Botenlauben (Burg Botenlauben) nei pressi di Kissingen, attualmente diroccato.
Solo nel 1197 si ha testimonianza di Otto alla corte di Enrico VI, alla cui crociata italiana prese parte. In seguito si recò in Terra santa e fece carriera nel Regno di Gerusalemme. Durante la sua permanenza il Regno ottenne prestigio e benessere ed egli sposò nel 1208 Beatrix de Courtenay, la figlia del siniscalco Joscelin III di Edessa. Nel 1220 Otto vendette i propri possedimenti all'Ordine Teutonico e ritornò definitivamente in Germania, dove negli anni seguenti sarebbe stato in più occasioni presente alla corte imperiale. Dal 1206 si fa chiamare principalmente "Otto von Botenlauben", scritto anche "Bodenlauben". Entrambi i suoi figli, Otto e Heinrich, come anche suo nipote Albert, entrarono a far parte del clero, cosicché la linea dinastica di Otto si estinse senza eredi.
Otto fondò nel 1231 insieme a sua moglie il monastero cistercense di Frauenroth, dove sono sepolti entrambi. Sebbene il monastero sia stato distrutto nella Guerra dei Trent'Anni, il loro monumento funebre è tuttora conservato.
Otto figura tra i Minnesänger raccolti nel Codex Manesse. La sua opera è modesta in dimensioni: poco più di dieci Werbelied e Tagelied accanto a un Leich. Suoi testi si trovano anche nella Weingartner Liederhandschrift e nella Kleine Heidelberger Liederhandschrift (una poesia, sotto il nome di Niune) e anche nei Carmina Burana.